# William Golding
Sir William Gerald Golding, angleški pisatelj in pesnik, * 19. september 1911, Newquay, Cornwall, Anglija, † 19. junij 1993, Perranarworthal, Cornwall, Anglija.
William Golding je bil angleški romanopisec in pesnik, ki je za svoje najbolj znano delo Gospodar muh leta 1983 prejel Nobelovo nagrado za književnost. Leta 1980 je bil nagrajen z nagrado Booker za književnost za roman Rites of Passage, prvi del trilogije To the Ends of the Earth.